# Privatfriedhof Müllensiefen

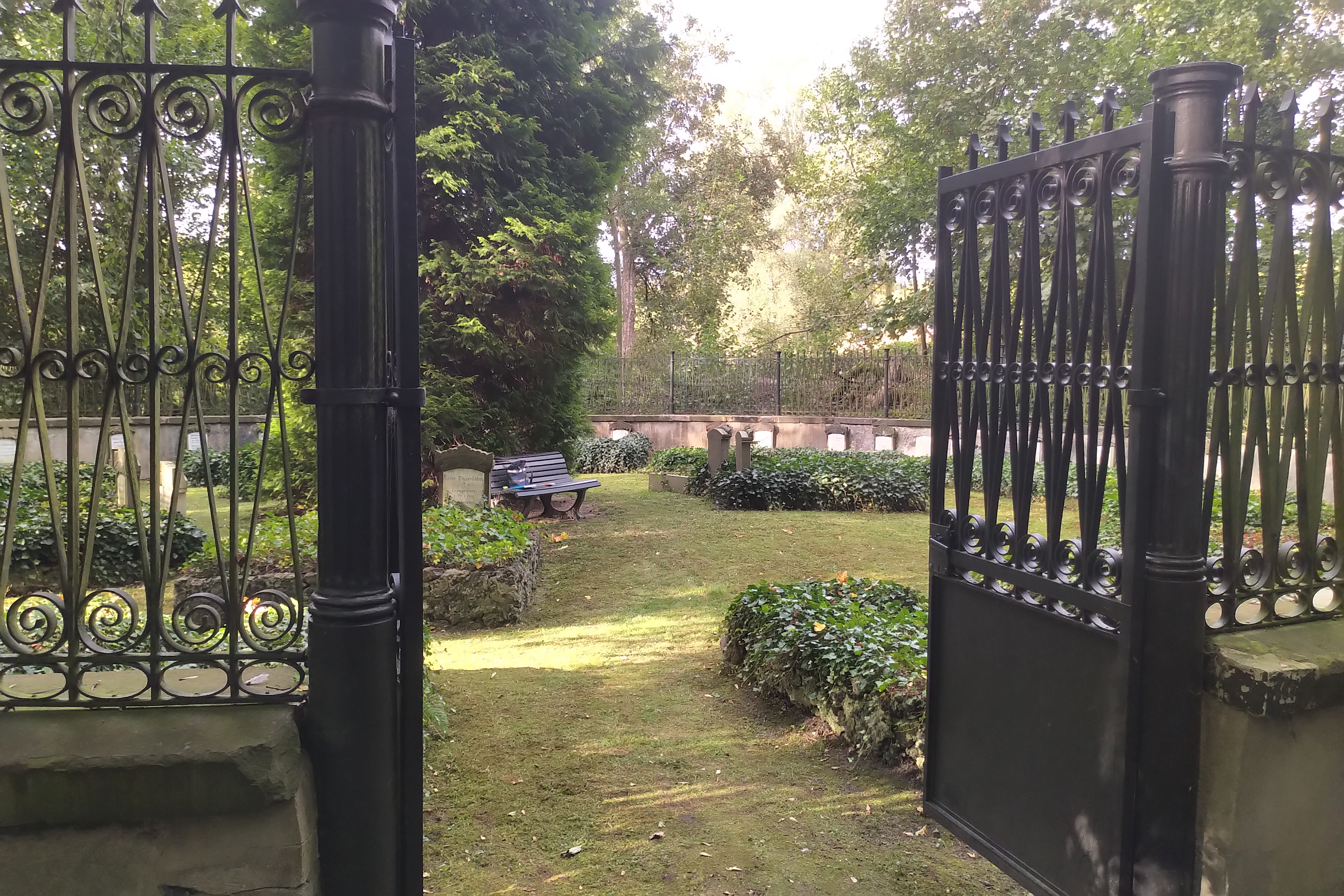
Privatfriedhof Müllensiefen vom Parkplatz aus gesehen

Der Privatfriedhof der Familie Müllensiefen, auch Erbbegräbnis Müllensiefen, ist ein privater Friedhof in Witten Crengeldanz.

## Beschreibung
Der Friedhof der Familie Müllensiefen ist kreisförmig und nach den Vorstellungen der Neuen Kirche angelegt. Innerhalb einer niedrigen Mauer auf welcher sich ein Zaun befindet, der die Höhe der Umfriedung auf ca. 2,5 m erhöht, befindet sich ein Rundweg, zu dessen beiden Seiten sich die Gräber von jeweils gleicher Größe befinden. In der Mitte befindet sich eine Konifere, vor ihr, gegenüber dem Haupteingang, eine kleine Bank. Auf der dem Haupteingang, welcher aus einem zweiflügeligen Tor besteht, gegenüberliegenden Seite befindet sich ebenfalls ein wenn auch schmaleres Tor.

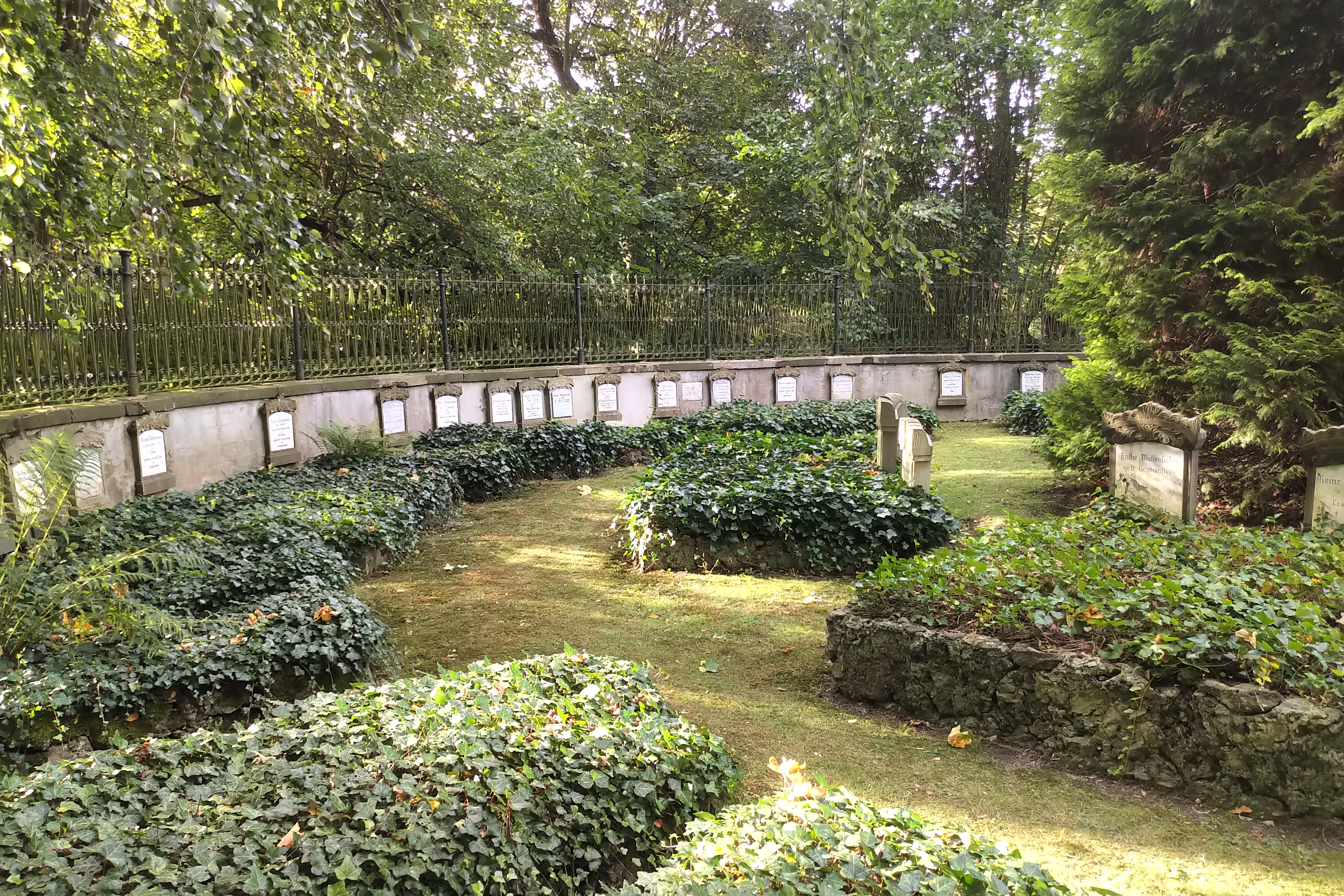
Kreisweg links herum

Die Grabsteine sind einheitlich, für die Zeit der Erbauung schlicht und ohne religiöse Symbole. Die Grabsteine an der äußeren Seite des Weges sind in die Begrenzungsmauer eingelassen oder an sie angestellt. 

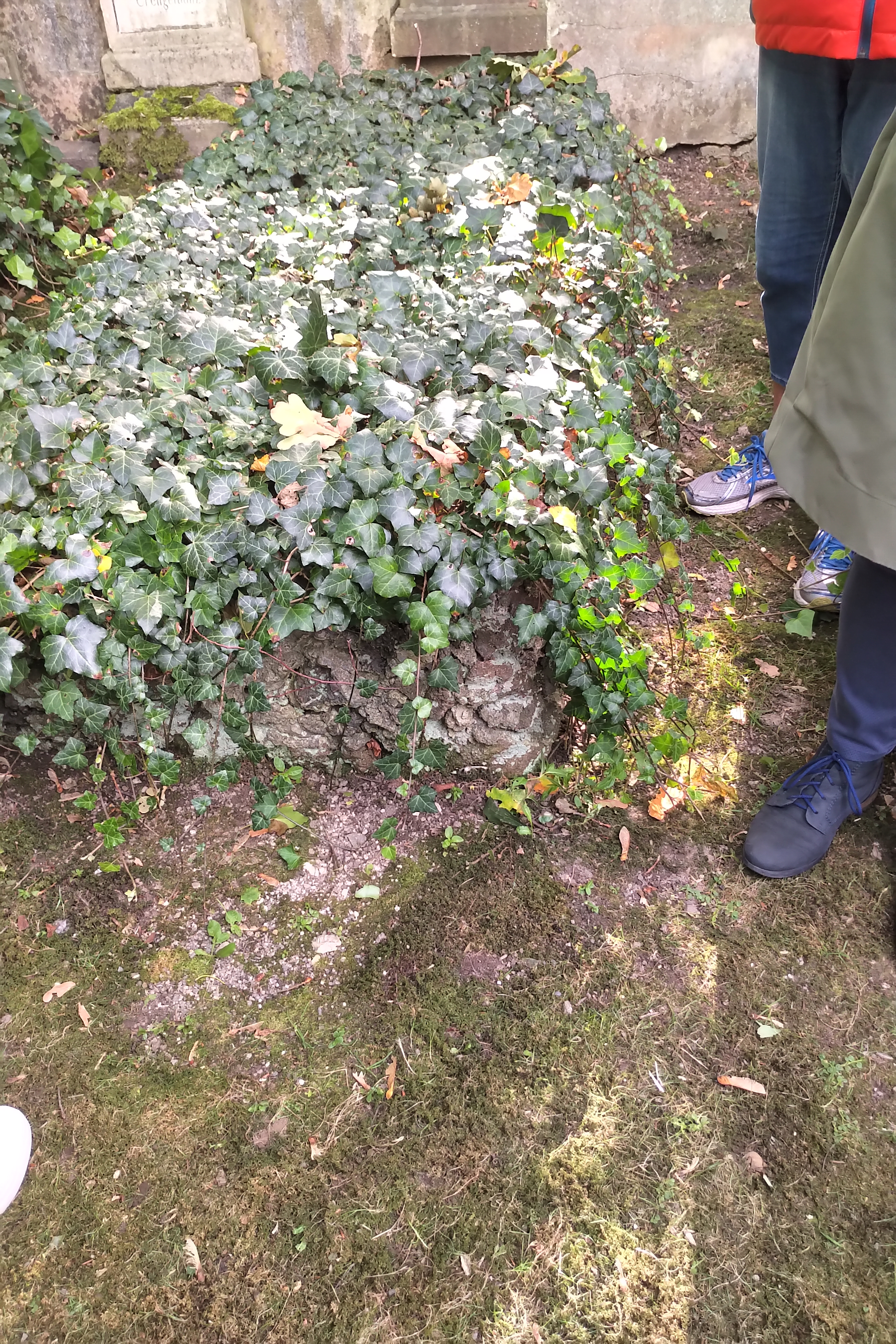
Grabeinfassung aus Schlacke

 Die Grabeinfassungen wurden aus Schlacke, die bei der Glasherstellung in der benachbarten Glashütte Müllensiefen abfiel, gestaltet. Da in neuerer Zeit durch verbesserte Verfahren bei der Glasproduktion keine Schlacke mehr anfällt, werden die neuen Gräber fast ausnahmslos in Sandstein gefasst. Alle Gräber sind mit Efeu bedeckt und gleich gestaltet.

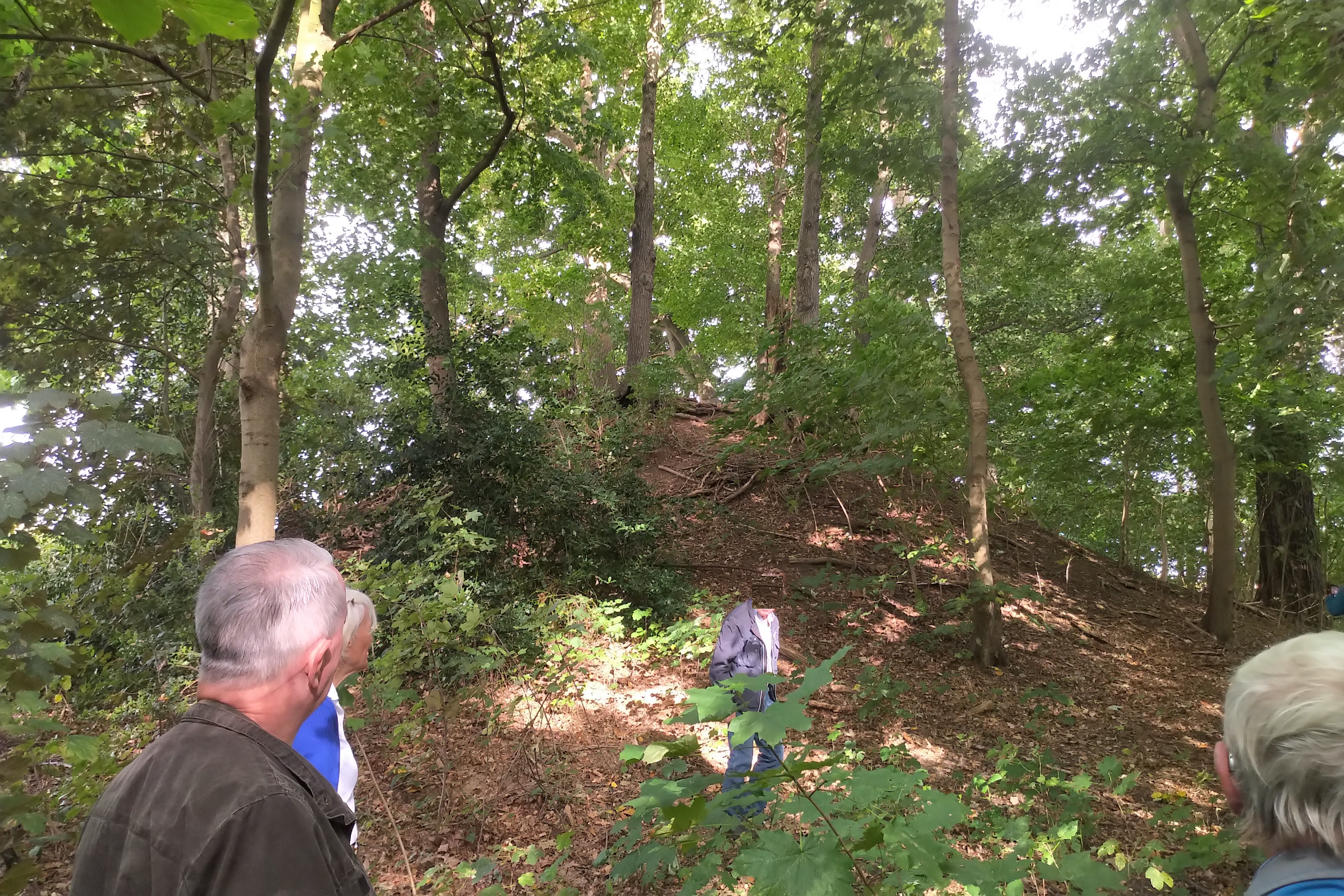
Pferdeberg

Südöstlich des Friedhofs wurde ein Hügel aufgeschüttet, in dem die Familie im Laufe vieler Jahre alle Pferde, die in der Glasfabrik Müllensiefen gearbeitet hatten, bestatten ließ. Der Weg auf den Pferdeberg sowie der obenliegende Platz sind nicht mehr zugänglich. Sie weisen daher inzwischen einen naturnahen Charakter auf.

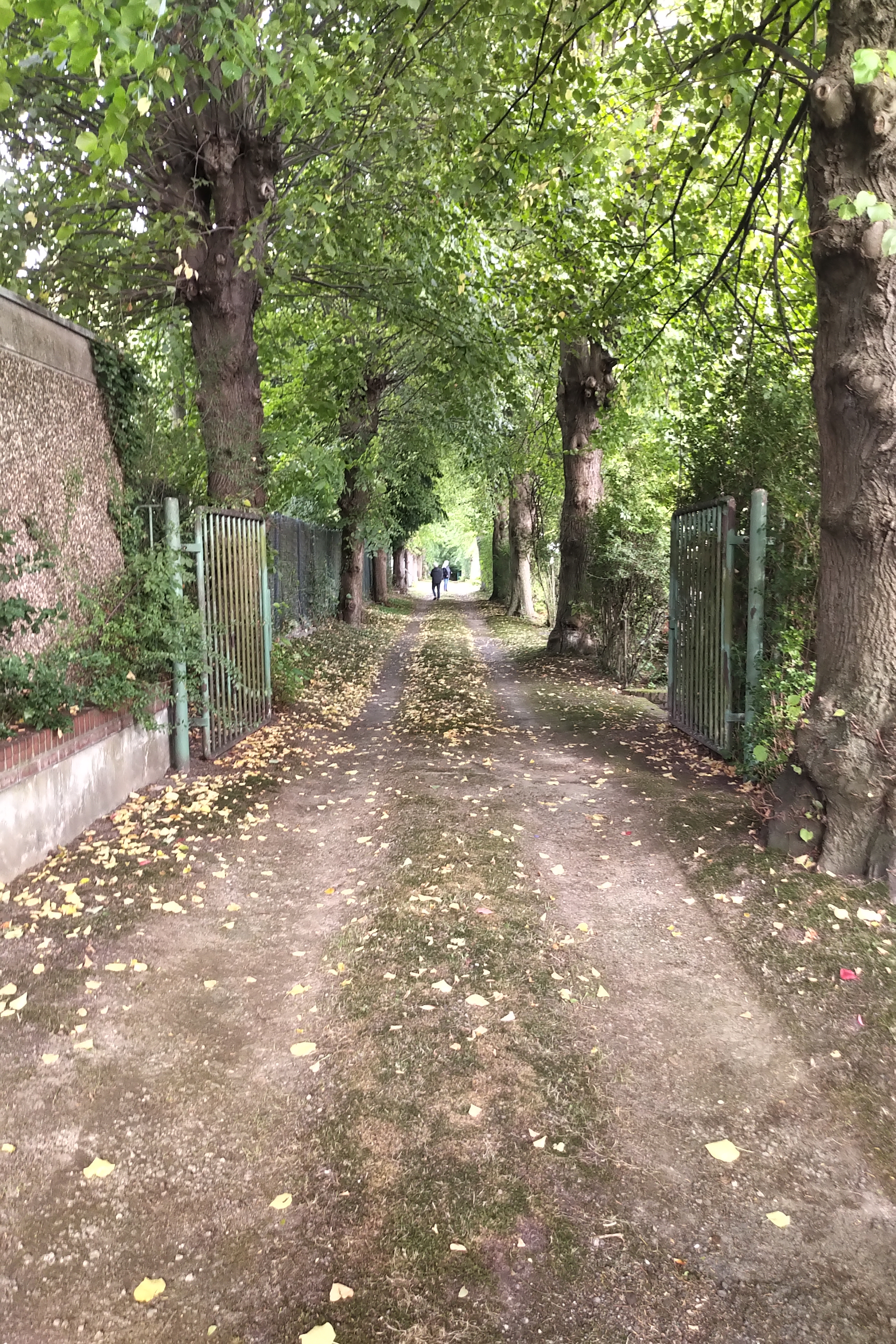
Lindenallee

Von der Schottstraße geht zwischen dem Werksgelände von Pilkington Glas und der Hausnummer 34 eine Lindenallee ab, im Volksmund auch Leichenweg genannt. Sie wird durch ein Tor gesichert, hinter welchem sich im Abstand von einigen Metern ein weiteres Tor befindet. Die Lindenallee endet mit einem dritten Tor am ehemaligen Park.
Der Friedhof liegt in einem kleinen, ehemaligen Park, der heute durch seinen Bestand an hohen Bäumen ein waldartiges Erscheinungsbild aufweist. Die Wege sind, bis auf den Hauptweg zum Friedhof, heute kaum noch zu erkennen. Der den Weg abschließende, dem Haupteingang des Friedhofs vorgelagerte kleine Platz bietet Raum für eine Trauergemeinschaft, kann jedoch von der Familie auch als PKW-Parkmöglichkeit genutzt werden.
Der Friedhof ist weiterhin in Benutzung, im Gegensatz zu früher werden jedoch mehrheitlich Urnenbestattungen vorgenommen.
Die Anlage ist privat und nicht öffentlich zugänglich, die Familie macht nur sehr selten Ausnahmen. Gepflegt wird die Anlage derzeit von einem sehr engagierten Anwohner und regelmäßig von der Familie Müllensiefen selbst.
Aus einigen Quellen geht hervor, dass der Friedhof an einen Herrnhuter Gottesacker erinnern soll. Die einzige Gemeinsamkeit ist jedoch die Schlicht- und Gleichheit der Gräber. Auf dem Privatfriedhof Müllensiefen liegen Eheleute (und manchmal auch deren jung verstorbene Kinder) zusammen, die Körper sind nicht in jedem Fall nach Osten ausgerichtet, was allein schon durch die Kreisförmigkeit der Anlage unmöglich ist. Auch stehen die Grabsteine, anstatt in Form von Leichenplatten zu liegen. Ebenfalls vergeblich sucht man hier abgegrenzte Felder für Jungen, Mädchen, unverheiratete Männer, unverheiratete Frauen, verheiratete Männer und verheiratete Frauen. Der Pferdeberg wurde in der Vergangenheit vielfach mit dem für Herrnhuter Gottesäcker üblichen "Hutberg" verwechselt.

## Geschichte

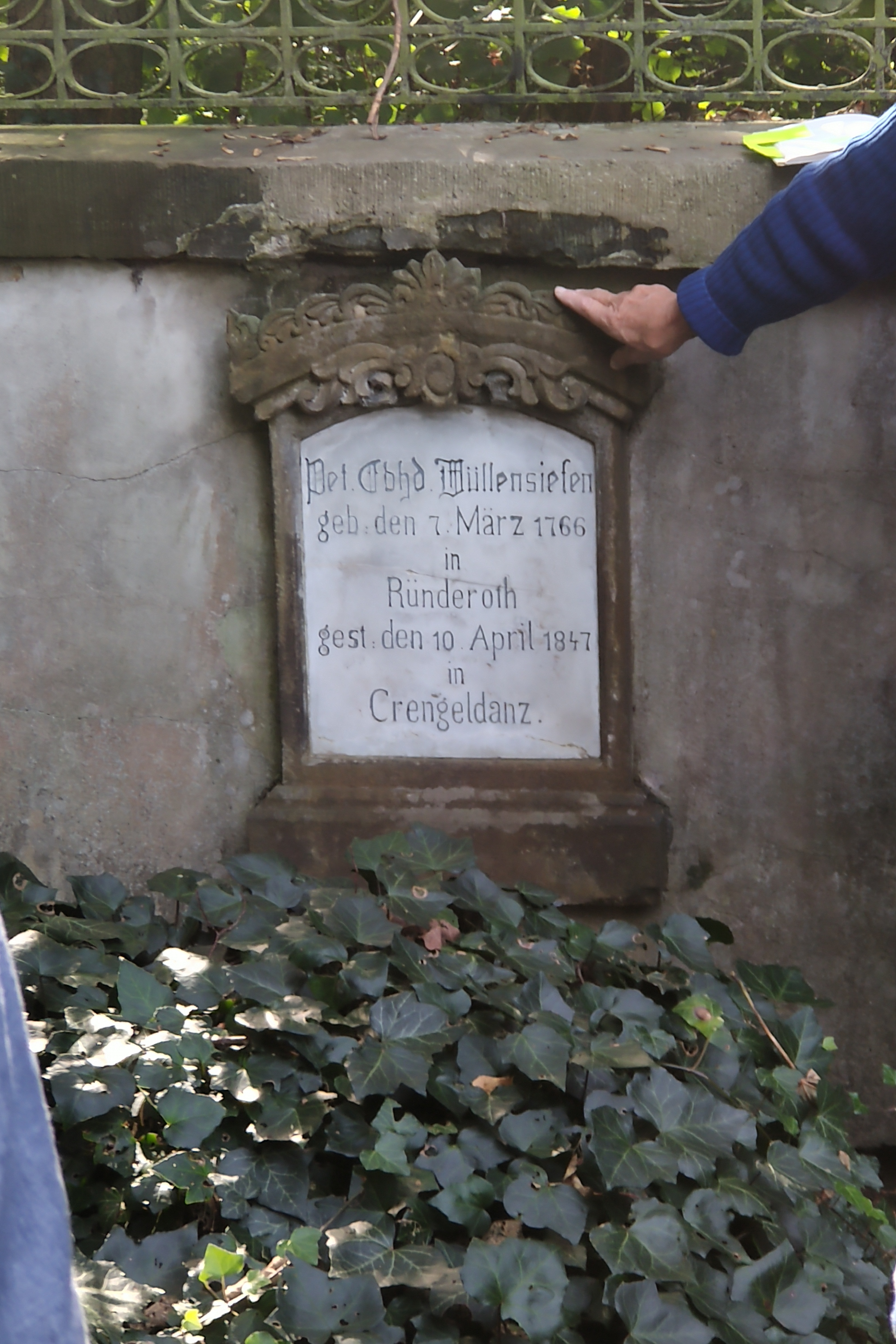
Grabstein von Peter Eberhard Müllensiefen (1766–1847)

Das erste Begräbnis war das des Peter Eberhard Müllensiefen (1766–1847), Industrieller und Politiker aus einer wohlhabenden protestantischen bergischen Familie von Gutsbesitzern und Kaufleuten. Er war, wie bereits sein Vater, ein überzeugter Anhänger der zum Pietismus zu rechnenden „Neuen Kirche“, die von Emanuel von Swedenborg, einen schwedischen Wissenschaftler, Mystiker und Theosophen begründet worden war. Peter Eberhard Müllensiefen besaß zahlreiche Schriften von Swedenborg und verfasste auch Werke über ihn. Sein Sohn Theodor war Herausgeber von Swedenborgs Schriften; durch die Heirat einer Tochter gab es eine Verbindung zu Immanuel Tafel in Tübingen, dem bedeutendsten Vertreter dieser „Neuen Kirche“ im 19. Jahrhundert. Die Kirche existiert bis heute.

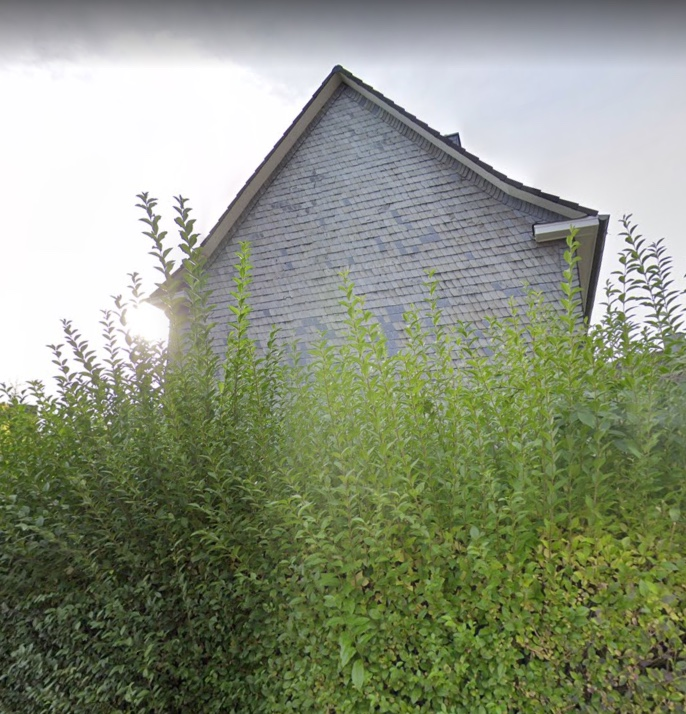
Haus Schottstraße 32, der Lindenallee zugewandte Seite

Das dem Beginn der zum Friedhof führenden Lindenallee gegenüberliegende Haus Schottstraße 32 wurde als letztes der Gartenstadt Crengeldanz fertiggestellt. Denn die Pläne mussten zweimal überarbeitet werden, da es aus Gründen der bei Beerdigungen zu wahrenden Pietät auf zur Lindenallee ausgerichtete Fenster verzichten sollte.
Seit 2007 ist der Friedhof in der städtischen Denkmalliste eingetragen.